# Vera Galouchka-Douiounova
Vera Illarionovna Galouchka-Douiounova (russe : Вера Илларионовна Галушка-Дуюнова), née le 11 avril 1945 à Krasnodar (RSFS de Russie) et morte le 2 mars 2012 à Tachkent (Ouzbékistan),, est une ancienne joueuse soviétique puis ouzbèke de volley-ball.
Elle est médaillée d'or aux Jeux de 1968 et de 1972.

## Carrière
Vera Galushka-Douiounovna fait partie de l'équipe soviétique qui remporte la médaille d'or du tournoi féminin de volley-ball aux Jeux olympiques d'été de 1968 puis de celle qui remporte le même métal aux Jeux olympiques d'été de 1972. Elle est également championne du monde en 1970 et vice-championne en 1974.
En club, elle évolue au Dinamo Krasnodar de 1962 à 1965 puis au Avtomobilist Tashkent de 1965 à 1975. Après sa retraite sportive en 1975, elle devient l'entraîneuse de l'équipe jeunesse féminine de volley-ball de l'Union soviétique puis de l'Ouzbékistan. Dans les années 1990 et 2000, elle est la présidente de l'Association des olympiens d'Ouzbékistan puis la vice-présidente du comité olympique d'Ouzbékistan.
Elle décède le 2 mars 2012 à Tachkent l'âge de 66 ans.
Un tournoi entre plusieurs pays d'Asie centrale pour les filles de moins de 17 ans est organisé en son honneur en mai 2021.

## Palmarès

### Équipe nationale
- Jeux olympiques
  -  1968 à Mexico.
  -  1972 à Munich.

- Championnat du monde
  -  1970 à Varna.
  -  1974 à Mexico.

## Récompenses
- Ordre de l'Insigne d'honneur[2]